# Frinton-on-Sea
Frinton-on-Sea este un oraș în comitatul Essex, regiunea East, Anglia. Orașul se află în districtul Tendring.